# Mečichov

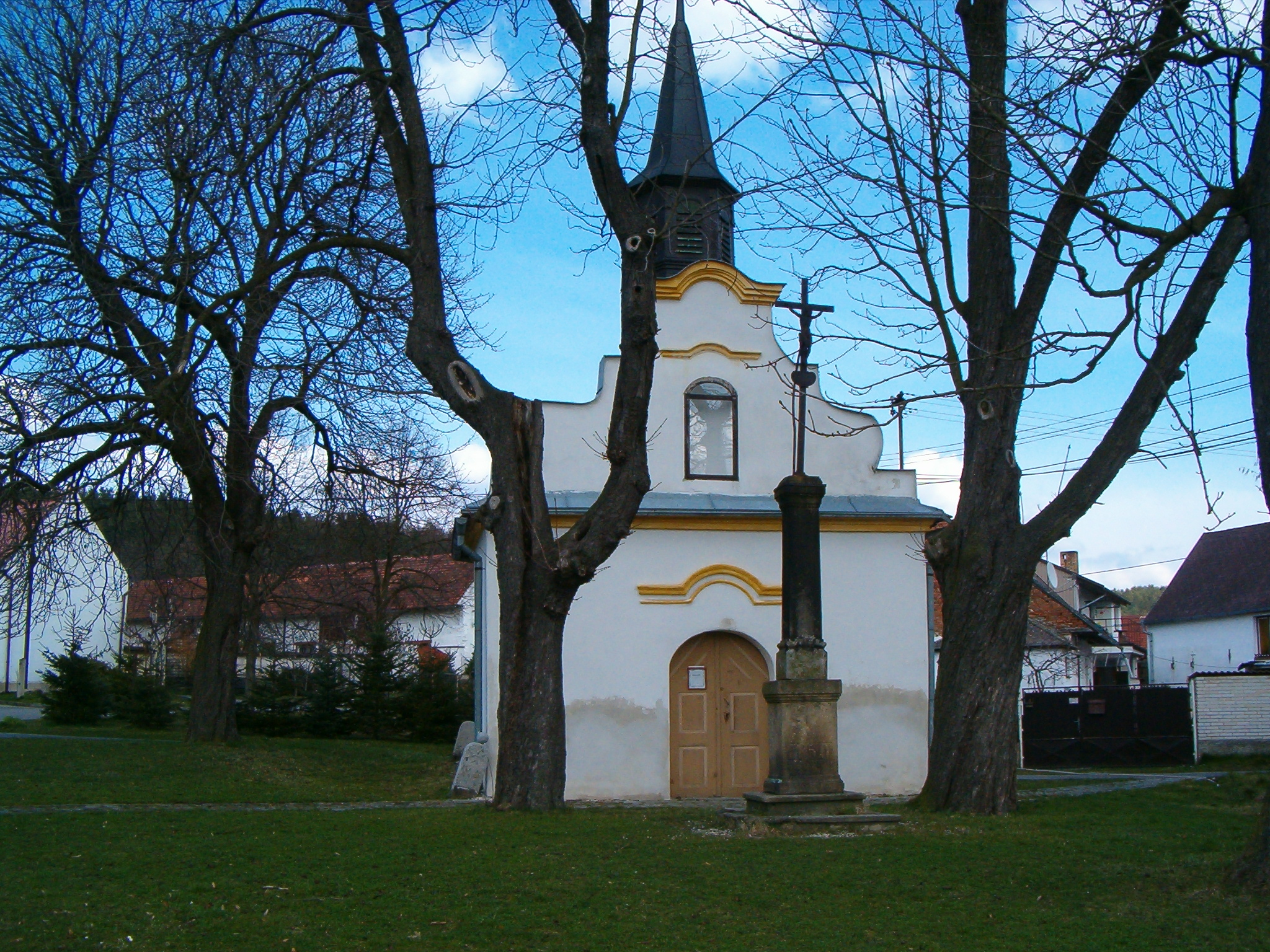
Kapelle in Mečichov

Mečichov [ˈmɛt͡ʃɪxɔf] (deutsch Metschichow) ist eine Gemeinde in Tschechien. Sie liegt neun Kilometer nordöstlich von Horažďovice in Südböhmen und gehört zum Okres Strakonice.

## Geographie

### Geographische Lage
Mečichov liegt am rechten Ufer des Baches Mečichovský potok auf einer Hochfläche im Hügelland Blatenská pahorkatina. Gegen Westen und Südwesten erstreckt sich eine Kaskade von Teichen, von denen die Věžiště, der Bilý kámen und der Bejchlín die größten sind. Nordöstlich erhebt sich Míšná hora (556 m), im Südosten der Hřeben (597 m).

### Gemeindegliederung
Für die Gemeinde Mečichov sind keine Ortsteile ausgewiesen.

### Nachbargemeinden
Nachbarorte sind Čečelovice im Norden, Záboří und Katovsko im Nordosten, Nahošín, Doubravice und Chalupy im Osten, V Horách, Třebohostice und Zadní Zborovice im Südosten, Hlupín im Süden, U Lesů und Horažďovice-Předměstí im Südwesten, Libučka und Babín im Westen sowie Komušín und Slivonice im Nordwesten.

## Geschichte
Die erste schriftliche Erwähnung des Dorfes erfolgte 1539 als Besitz der Johanniterkommende Strakonice.
Im Jahre 1840 bestand Metschichow/Mečychow aus 65 Häusern mit 401 Einwohnern. Im Ort existierte eine Privatschule mit einem von der Gemeinde unterhaltenen Lehrer. Pfarrort war Zaboř. Bis zur Mitte des 19. Jahrhunderts blieb  Metschichow immer der Herrschaft Strakonitz untertänig.
Nach der Aufhebung der Patrimonialherrschaften bildete Mečichov/Metschichow eine Gemeinde in der Bezirkshauptmannschaft Strakonice und dem Gerichtsbezirk Horažďovice. 1949 wurde die Gemeinde dem neu gebildeten Okres Horažďovice zugeordnet, nach dessen Aufhebung im Jahre 1960 kam sie zum Okres Strakonice zurück.

## Kultur und Sehenswürdigkeiten

### Bauwerke
- Kapelle der Jungfrau Maria und des hl. Adalbert, auf dem Dorfplatz, geweiht 1741
- Denkmal der Gefallenen des Ersten Weltkrieges
- Nischenkapelle der hl. Dreifaltigkeit, nördlich des Dorfes auf dem Pestfriedhof an der Míšná hora

### Grünflächen und Naherholung
- Landschaftsschutzgebiet CHKO Bílý Kámen (Věžiště), das 15,84 ha große Feuchtgebiet um den Teich Věžiště wurde wegen des Vorkommens des Dunklen Wiesenkopfameisenbläulings ins nationale Natura-2000-Verzeichnis aufgenommen.